# L'Adolescent (film, 2001)
Pour les articles homonymes, voir Adolescent (homonymie).
Pour plus de détails, voir Fiche technique et Distribution.
L'Adolescent est un film dramatique français réalisé par Pierre Léon, sorti en 2001.
Il s'agit de l'adaptation de L'Adolescent de Dostoïevski, roman écrit sous forme de monologue, bien que la forme soit dialogique. Le narrateur s'adresse à un public fictif.

## Fiche technique
- Titre : L'Adolescent
- Réalisation : Pierre Léon
- Scénario : Christophe Atabekian et Mathieu Riboulet, d'après L'Adolescent de Dostoïevski
- Pays d'origine :  France
- Langue : français

## Distribution
- Anne Benhaïem
- Jean-Claude Biette
- Serge Bozon
- Nikos Maurice : Pierre
- Éva Truffaut